# Allobates caribe
Allobates caribe – gatunek płaza bezogonowego z południowoamerykańskiej rodziny Aromobatidae.

## Występowanie
Allobates caribe zamieszkuje północną Amerykę Południową, a ściślej półwysep Paria na północnym wybrzeżu Wenezueli. Jest on gatunkiem endemicznym tego kraju (oznacza to, że nie można go spotkać na wolności nigdzie indziej). Okazy typowe zostały znalezione na południowych stokach góry Cerro Humo na wysokości 1050 m n.p.m.
Jego siedlisko to las mglisty. Rozwój larwalny ma miejsce w okresowych strumieniach i stawach.

## Status zagrożenia
W Czerwonej księdze gatunków zagrożonych IUCN Allobates caribe klasyfikowany jest jako gatunek krytycznie zagrożony (CR, ang. Critically Endangered). Płaz ten znany jest tylko z miejsca typowego, a jego zasięg występowania szacuje się na zaledwie 22 km². W dodatku jakość jego siedlisk się pogarsza wskutek niekontrolowanych pożarów, rozwoju rolnictwa, pozyskiwania drewna i działalności rekreacyjnej.